# Volovo (Oblast' di Tula)
Volovo è una cittadina della Russia europea centrale, situata nella oblast' di Tula; appartiene amministrativamente al rajon Volovskij, del quale è il capoluogo.